# Robert Cray
Robert Cray (Columbus, 1º agosto 1953) è un chitarrista e cantante statunitense.
È un musicista blues, leader della Robert Cray Band, attualmente composta da Robert Cray (chitarra e voce), Dover Weinberg (tastiere), Les Falconer (Batteria) e Richard Cousins (basso).

## Biografia
Primo dei cinque figli di Henry Cray e Maggie, tre maschi e due femmine.
La musica è una passione che lo anima sin da piccolo, perché in casa è cresciuto con Blues, Jazz, Gospel, Soul e Pop.
Quando forma la prima band, chiamata "One Way Street", è ancora studente; il 1973 segna una svolta decisiva per Robert Cray, perché si unisce alla Band di Albert Collins, dove ha modo di conoscere il suo bassista, Richard Cousins. È insieme a lui che nel 1975 formerà la Robert Cray Band, con Peter Boe alle tastiere e David Olson alla batteria.
Nel 1978 il debutto, con il primo album "Who's Been Talkin'", che però viene pubblicato nel 1980, quando al posto di Peter Boe subentra Curtis Salgado.
All'inizio degli anni '80, la Robert Cray Band inizia a muoversi da Portland verso Seattle e San Francisco, cominciando a guadagnare le credenziali di successo attuali.
Nel 1983 nuovo cambio: al posto di Curtis Salgado c'è Mike Vannice. È l'anno in cui esce "Bad Influence", che si riferisce all'influenza sull'utilizzo dell'accordatura in Re minore di Robert Cray su "influenza" di Albert Collins. È proprio l'omonimo brano che dà il titolo all'album, che sarà inserito da Eric Clapton in "August" del 1986 in una sua cover.
"False Accusation" del 1985, che vede il ritorno di Peter Boe alle tastiere, vince il premio "Migliore Album Blues" dall'"Association of Independent Record Distributors".
Nel 1985 collabora con Albert Collins e Johnny Copeland nell'Album "Showdown", che vince un Grammy Award nella categoria "Best Traditional Blues Recording".
Nel 1986 uno degli album più commercialmente conosciuti di Robert Cray: "Strong Persuader", che contiene la stupenda "Right Next Door"; in questo disco Cray inizia a manifestare quello che sarà il suo stile definitivo, abbandonando il classico blues anni '40 e praticamente inventando il Blues moderno di cui tuttora è considerato un maestro, tant'è che vince il secondo Grammy Award nella categoria "Best Contemporary Blues Recording".
Nel 1988, "Don't be afraid of the Dark" vende oltre un milione di copie e sancisce il vero successo della Robert Cray Band con la vittoria del 3º Grammy Award nella medesima categoria precedente.
Nel 1990 è la volta di "Midnight Stroll", con la Memphis Horn Orchestra e con l'arrivo nella Band di Jim Pugh alle tastiere e Kevin Hayes alla Batteria.
Nel 1992 con "I was Warned" inizia la collaborazione con la casa discografica "Mercury", che prosegue nel '93 con "Shame + a sin", nel 1995 con "Some Rainy Morning" (è questo l'anno in cui si forma l'attuale Robert Cray Band: con Robert Cray chitarra e voce, Karl Sevareid al basso, Kevin Hayes alla batteria e Jim Pugh alle tastiere) e nel 1997 con "Sweet Potato Pie".
Vince il 4º Grammy Award nel 1996 con l'album "SRV Shuffle", tributo a Stevie Ray Vaughan, insieme ad Art Neville, B.B. King, Bonnie Raitt, Buddy Guy, Dr. John, Eric Clapton e Jimmie Vaughan, nella categoria "Best Rock Instrumental Performance".
È nel 1999, con "Take Your shoes off" che inizia la collaborazione con la "Rykodisk"; il cambiamento fa bene, tanto che con questo disco la Robert Cray Band vince il 5º Grammy Award, nella categoria "Best Contemporary Blues Recording".
Con "Heavy Picks" del '99 e "Shoulda Been Home" del 2001 termina la collaborazione con la Rykodisk. Nel 2002 la raccolta "The Millennium Collection" e dal 2003, con "Time Will Tell", fino a "Twenty", uscito nel 2005, la nuova collaborazione con la "Sanctuary Records". Innumerevoli le partecipazioni di Cray con i più illustri musicisti di fama mondiale, da John Lee Hooker a B.B. King, da Katie Webster a Kim Wilson a Tina Turner.
Da tempo, è preferito da Eric Clapton nelle aperture dei suoi concerti e numerose sono le sue uscite con Keb' Mo', con il quale ha partecipato ad un intero tour nel 2007.
Il 10 febbraio 1990 ha sposato Sue Cray-Turner, direttore e produttore cinematografico, che ha prodotto l'ultimo video di Cray "Twenty", di chiaro stampo pacifista.
Attualmente la Band è composta da Robert Cray alla Chitarra, Les Falconer alla Batteria, Dover Weinberg alle tastiere ed il ritorno di Richard Cousins al Basso, con il quale Robert ha iniziato nel 1974 fino al 1991.
Nel luglio del 2010 esce "Cookin In Mobile"; l'ultimo album è "Nothin but love" del 2012. Nella tracklist "I'm done cryin'", ballata blues dedicata agli anni dell'attuale crisi e recessione in America con tanta gente che ha perso lavoro e casa.

## Discografia

### Album in studio
- 1980 - Who's Been Talkin
- 1983 - Bad Influence
- 1985 - False Accusations
- 1985 - Showdown! (con Albert Collins e Johnny Copeland)
- 1986 - Strong Persuader
- 1988 - Don't Be Afraid of the Dark
- 1990 - Midnight Stroll
- 1990 - Too Many Cooks
- 1992 - I Was Warned
- 1993 - Shame + A SIN
- 1995 - Some Rainy Morning
- 1997 - Sweet Potato Pie
- 1999 - Take Your Shoes Off
- 2001 - Shoulda Been Home
- 2003 - Time Will Tell
- 2004 - New Blues
- 2005 - Twenty
- 2009 - This Time
- 2010 - Cookin' in Mobile
- 2012 - Nothin but love
- 2014 - In My Soul
- 2017 - Robert Cray & Hi Rhythm
- 2020 - That's What I Heard

Live
- 2006 - Live From Across The Pond
- 2009 - Live at the BBC
- 2015 - 4 Nights Of 40 Years Live